# サラブレッドアフターケアアライアンスステークス
サラブレッドアフターケアアライアンスステークス（The Thoroughbred Aftercare Alliance Stakes）とはアメリカで行われている競馬の競走である。 
2008年から2013年まではアメリカ競馬の祭典であるブリーダーズカップ・ワールド・サラブレッド・チャンピオンシップの競走であるブリーダーズカップ・マラソン（Breeders' Cup Marathon）として行われていた。日本では他の競走に倣ってBCマラソン（ビーシー - ）と簡略化されることが多かった。
当競走の開催地は、ブリーダーズカップ・ワールド・サラブレッド・チャンピオンシップが開催される競馬場と同じである。
また、現在ではブリーダーズカップシリーズから除外されているが、開催日は現在もブリーダーズカップ・ワールド・サラブレッド・チャンピオンシップの開催日と同じである。
レース名の通り、サラブレッドアフターケア同盟が当競走のスポンサーとなっている。

## 歴史
- 2008年
  - ブリーダーズカップ・マラソンとして創設。
  - 当初は国際グレードなしで行われる（国際グレードに指定されるための条件に満たないため）。
- 2009年 施行距離をダート14ハロンに変更。
- 2010年
  - G3に格付けされる。
  - レース後、進路妨害に対して騎手のカルヴィン・ボレルがハビエル・カステリャーノに殴りかかるアクシデントが発生する[2]。
- 2011年 G2に格付けされる。
- 2014年 ブリーダーズカップシリーズから除外され、ラスベガスマラソンステークスにレース名を改称[3]。
- 2015年 マラソンステークスにレース名を改称。
- 2020年 サラブレッドアフターケアアライアンスステークスにレース名を改称。
- 2024年 G3に降格となるが、当年は芝1マイルの2歳限定戦に条件変更されたため、ノングレード競走となる[4]。

### 歴代優勝馬
| 回数   | 施行日         | 調教国・優勝馬  | 日本語読み           | 性齢 | タイム  | 優勝騎手               | 管理調教師       |
| ------ | -------------- | --------------- | -------------------- | ---- | ------- | ---------------------- | ---------------- |
| 第1回  | 2008年10月25日 | Muhannak        | ムハナック           | 騸4  | 2:28.24 | P.スムレン             | R.ベケット       |
| 第2回  | 2009年11月6日  | Man of Iron     | マンオブアイアン     | 牡3  | 2:54.11 | J.ムルタ               | A.オブライエン   |
| 第3回  | 2010年11月5日  | Eldaafer        | エルダーファー       | 騸5  | 2:59.62 | J.ヴェラズケス         | D.アルヴァラード |
| 第4回  | 2011年11月5日  | Afleet Again    | アフリートアゲイン   | 牡5  | 3:00.39 | C.ヴェラスケス         | R.リード Jr.     |
| 第5回  | 2012年11月2日  | Calidoscopio    | カリドスコピオ       | 牡9  | 2:57.25 | A.グライダー           | G.フランケル     |
| 第6回  | 2013年11月1日  | London Bridge   | ロンドンブリッジ     | 牡3  | 2:58.32 | M.スミス               | J.ヒューズ       |
| 第7回  | 2014年10月31日 | Cary Street     | ケアリーストリート   | 騸5  | 2:58.29 | M.メナ                 | B.ウォルシュ     |
| 第8回  | 2015年10月30日 | Bailoutbobby    | ベイルアウトボビー   | 騸5  | 2:56.75 | J.ロサリオ             | D.オニール       |
| 第9回  | 2016年11月4日  | Scuba           | スキューバ           | 騸5  | 2:58.20 | K.カームーシュ         | B.Walsh          |
| 第10回 | 2017年11月3日  | Destin          | ディスティン         | 牡4  | 2:57.77 | J.ヴェラスケス         | T.プレッチャー   |
| 第11回 | 2018年11月2日  | Rocketry        | ロケットリー         | 牡4  | 2:57.62 | J.ロサリオ             | J.Jerkens        |
| 第12回 | 2019年11月1日  | Itsinthepost    | イッツインザポスト   | 騸7  | 3:03.95 | D.ヴァンダイク         | J.Mullins        |
| 第13回 | 2020年11月6日  | Rocketry        | ロケットリー         | 牡6  | 2:42.57 | I.オルティス・ジュニア | J.Jerkens        |
| 第14回 | 2021年11月6日  | Lone Rock       | ローンロック         | 騸6  | 2:42.61 | R.Vazquez              | R.Diodoro        |
| 第15回 | 2022年11月4日  | Next            | ネクスト             | 騸4  | 2:42.59 | L.Machado              | W.Cowans         |
| 第16回 | 2023年11月4日  | Salesman        | セールスマン         | 騸6  | 2:44.08 | F.Prat                 | R.Mandella       |
| 第17回 | 2024年11月1日  | Chasing Liberty | チェイシングリバティ | 牡2  | 1:37.44 | I.オルティス・ジュニア | R.Atras          |